# Гонсалес, Франц
Франц Симо́н Гонса́лес Мехи́я (исп. Franz Simón Gonzales Mejía; родился 26 июня 2000 года, Кочабамба, Боливия) — боливийский футболист, полузащитник клуба «Ориенте Петролеро».

## Клубная карьера
Гонсалес — воспитанник клуба «Аурора». В 2018 году Франц подписал контракт с «Спорт Бойз Варнес». 8 апреля 2018 года в матче против «Сан-Хосе» он дебютировал в чемпионате Боливии. 13 мая в поединке против «Реал Потоси» Франц забил свой первый гол за «Спорт Бойз Варнес».

## Международная карьера
В начале 2017 года Гонсалес в составе юношеской сборной Боливии принял участие в юношеском чемпионате Южной Америки в Чили. На турнире он сыграл в матчах против Чили, Эквадора, Колумбии и Уругвая.